# طبقة رولين الرقيقة

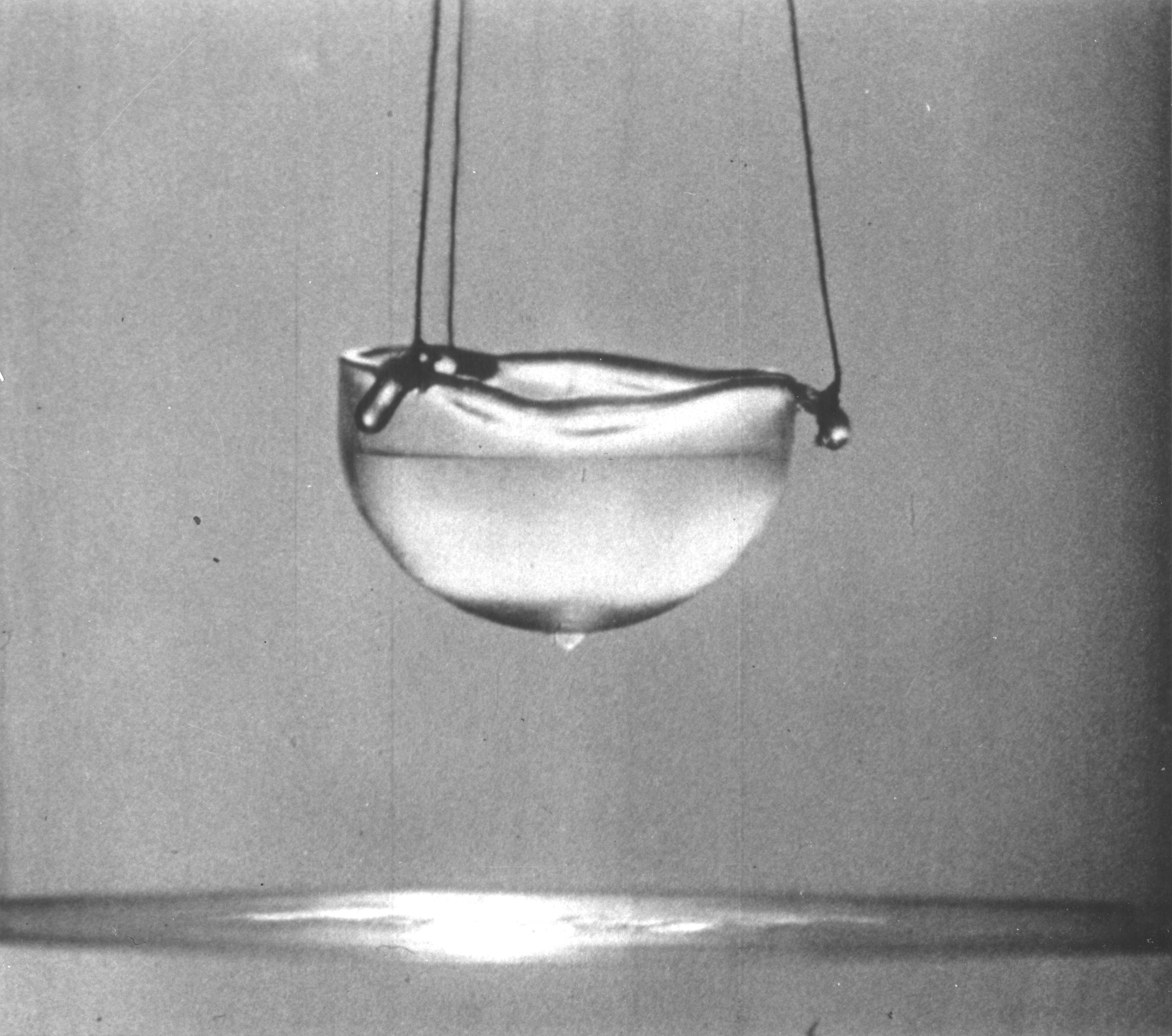

طبقة رولين الرقيقة، يرجع سبب التسمية إلى بيرنارد رولين، وهي طبقة مائعة من الهيليوم في حالة الهيليوم Ⅱ تبلغ سماكتها 30 نانوميتر. يظهر التاثير«الزاحف» نتيجة لاستجابة الاسطح التي تتجاوز مستوى الطبقة (انتشار الموجات. يمكن للهيليوم Ⅱ الخروج من أي وعاء غير مغلق عن طريق الزحف نحو الشعيرات التي تتراوح بين 7-10 إلى 8-10 ميتر أو أكثر والتي تتبخر بالنهاية.
تشارك طبقة رولين في تأثير النافورة حيث يتسرب الهيليوم فائق الميوعة من الوعاء بطريقة تشبه النافورة. لديها موصلية حرارية عالية.
غالباً ما يشار إلى قدرة السوائل ميوعة فائقة على عبور العوائق التي تقع على مستوى اعلى باسم تأثير أونز، والذي سمي على اسم هايك كامرلينج أونز. يتم تمكين تأثير أونز من خلال القوى الشعرية المسيطرة على الجاذبية والقوى اللزجة.
تخضع الموجات التي تنتشر عبر طبقة رولين لنفس معادلة موجات الجاذبية في المياه الضحلة، ولكن بدلاً من الجاذبية، فإن قوة الاستعادة هي قوة فان دير فالس. تعاني طبقة رولين من تغير في الجهد الكيميائي عند اختلاف سماكتها. تعرف هذه الموجات بالصوت الثالث.

## سماكة الطبقة
يمكن حساب سماكة طبقة رولين من خلال توازن الطاقة. ضع في اعتبارك عنصر لسائل حجمه صغير {\displaystyle \Delta V} والذي يقع على ارتفاع {\displaystyle h} من سطح حر. الطاقة الكامنة الناتجة عن قوة الجاذبية المؤثرة على عنصر المائع هي {\displaystyle \rho gh\Delta V} ، حيث {\displaystyle \rho } هي الكثافة الكلية و {\displaystyle g} هي عجلة الجاذبية الأرضية.
الطاقة الحركية الكمومية لكل جسيم هي {\displaystyle \hbar ^{2}/(2ml^{2})} ، حيث {\displaystyle l} هي سمك الطبقة و {\displaystyle m} هي كتلة الجسيم. لذلك يُعَبَّر عن صافي الطاقة الحركية بواسطة {\displaystyle \hbar ^{2}f\rho \Delta V/(2m^{2}l^{2})} ، حيث {\displaystyle f} هو جزء الذرات التي تكون مكثفات بوز-آينشتاين. يوفر تقليل إجمالي الطاقة بالنسبة إلى سمك الطبقة قيمة السماكة:
{\displaystyle l=h/m{\sqrt {f/2gh}}} 